# Witold Chmielnicki
Witold Józef Chmielnicki (ur. 1941) – polski inżynier, doktor habilitowany nauk technicznych. Specjalizuje się w automatyzacji w ogrzewnictwie i wentylacji. Profesor na Wydziale Instalacji Budowlanych, Hydrotechniki i Inżynierii Politechniki Warszawskiej. 

## Życiorys
Doktoryzował się w 1975 na podstawie pracy pt. Metodyka określania strat przepływu ciepła (promotorem pracy był prof. Leon Kołodziejczyk). Habilitował się w 1997 na podstawie oceny dorobku naukowego i rozprawy o tytule Sterowanie mocą w budynkach zasilanych z centralnych źródeł ciepła. Pracuje jako profesor nadzwyczajny w Zakładzie Klimatyzacji i Ogrzewnictwa Wydziału Instalacji Budowlanych, Hydrotechniki i Inżynierii Politechniki Warszawskiej. Prowadzi zajęcia z podstaw automatyki procesów. Członek Sekcji Ciepłownictwa i Klimatyzacji Komitetu Inżynierii Lądowej i Wodnej PAN w kadencji 2012-2014.

## Wybrane publikacje
- Laboratorium techniki cieplnej (wraz z S. Mańkowskim), Wydawnictwa Politechniki Warszawskiej 1969
- Automatyzacja i dynamika procesów w inżynierii sanitarnej (wraz z L. Kołodziejczykiem), PWN 1981, ISBN 83-01-02462-3
- Podstawy automatyki w inżynierii sanitarnej, Wydawnictwa Politechniki Warszawskiej 1983
- Laboratorium automatyzacji urządzeń sanitarnych (wraz z K. Kasperkiewiczem i B. Zawadą), PWN 1987, ISBN 83-01-07824-3
- Urządzenia pneumatyczne, hydrauliczne, klimatyzacyjne. Podręcznik dla liceum zawodowego (wraz z M. Rubikiem), Wydawnictwa Szkolne i Pedagogiczne 1987, ISBN 83-02-01823-6
- ponadto artykuły publikowane w czasopismach naukowych i fachowych, m.in. w "Ciepłownictwie, Ogrzewnictwie, Wentylacji" oraz "Rynku Energii"[6][7][8]